# Dmitrij Peskov
Dmitrij Sergeevič Peskov (in russo Дмитрий Серге́евич Песков?; Mosca, 17 ottobre 1967) è un politico e diplomatico russo, dal 2012 portavoce del presidente della Russia Vladimir Putin.
Ha il grado civile di Consigliere di Stato effettivo della Federazione Russa di 1ª classe.
È Commendatore Ordine al Merito della Repubblica Italiana dal 04/10/2017 per iniziativa del Presidente della Repubblica Italiana Sergio Mattarella

## Biografia
Nato a Mosca nel 1967, suo padre Sergej era a capo della missione diplomatica sovietica in Pakistan.
Nel 1989 Peskov si è laureato all'Istituto dei paesi asiatici e africani presso l'Università statale di Mosca, specializzandosi in storia e studi orientali.  
Nello stesso anno, Peskov è entrato a far parte del Ministero degli esteri sovietico. 
Nel 1990 Peskov è stato nominato assistente amministrativo presso l'ambasciata sovietica ad Ankara, in Turchia.  
Successivamente ha ricoperto i posti di addetto e poi di terzo segretario all'ambasciata. Nel 1994 è stato assegnato al Ministero degli esteri russo a Mosca. Dopo due anni, è stato nuovamente inviato ad Ankara nel 1996 con il grado diplomatico di secondo e poi primo segretario presso l'ambasciata russa. 
Nel 2000 Peskov è tornato in Russia per lavorare al servizio stampa del presidente russo, occupando una serie di ruoli, tra cui un periodo di quattro anni, dal 2004 al 2008, come primo vice segretario stampa del presidente russo. Peskov ha servito come portavoce di Putin dall'aprile 2000. 

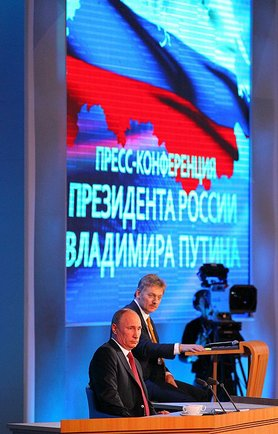
Peskov con il presidente Putin ad una conferenza stampa, 12 dicembre 2012

Peskov è stato nominato segretario stampa del primo ministro Viktor Zubkov il 25 aprile 2008, sotto la presidenza di Dmitry Medvedev. Nel maggio 2012, quando Putin è diventato presidente, Peskov ha sostituito Natal'ja Timakova come portavoce presidenziale. 

### Le e-mail con l'avvocato di Trump
Nel gennaio 2016 l'avvocato personale di Donald Trump, Michael Cohen, ha inviato una e-mail a Dmitry Peskov chiedendo aiuto per un affare a Mosca. Il Washington Post ha definito questo "il contatto più diretto documentato da un importante aiutante di Trump a un membro altrettanto anziano del governo di Putin". Dopo le difficoltà iniziali nell'indirizzare la posta elettronica, l'ufficio di Peskov ha risposto tramite posta elettronica e telefono. Cohen ha negato questa risposta quando ha testimoniato al Congresso degli Stati Uniti, ma in seguito ha ammesso di aver mentito e il progetto di Mosca era continuato almeno fino a giugno 2016.

### Crisi russo-ucraina del 2021-24

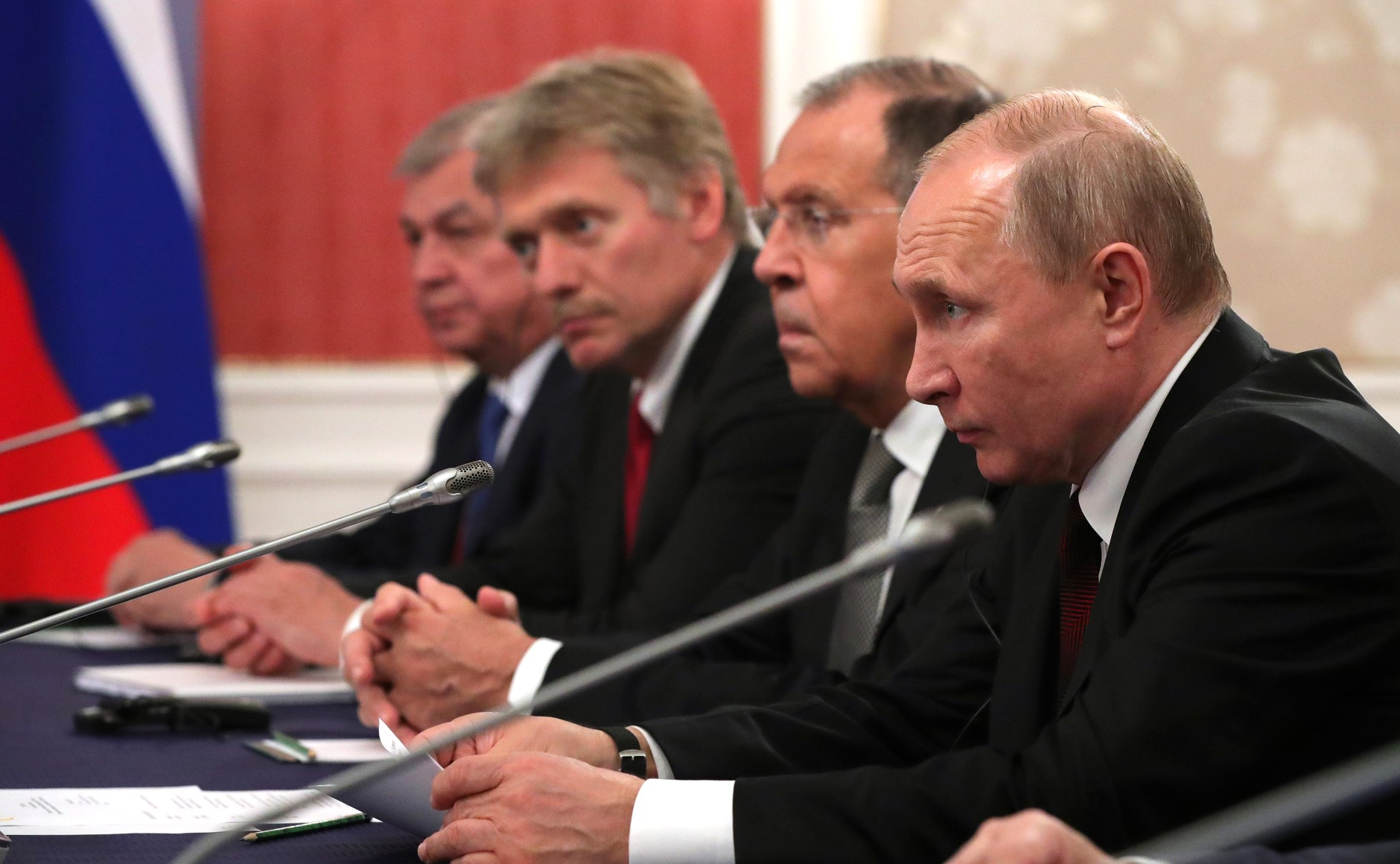
Peskov con il presidente russo Vladimir Putin e Sergey Lavrov, 28 giugno 2019

Nel novembre 2021 Peskov ha negato le accuse secondo cui la Russia si sta preparando per una possibile invasione dell'Ucraina. Nel gennaio 2022 Peskov ha accusato gli Stati Uniti di "fomentare tensioni" intorno all'Ucraina.
Peskov ha denunciato i russi che si oppongono alla guerra come "traditori". Il 27 marzo 2022, in una conversazione con Ryan Chilcote su PBS News Hour, Peskov ha affermato che l'invasione militare russa in Ucraina non stava prendendo di mira civili o infrastrutture civili, ma solo infrastrutture militari, suggerendo che città ucraine come Mariupol furono distrutte dagli stessi ucraini e che i civili assassinati di quella città furono uccisi da compagni ucraini "nazisti"; Chilcote ha osservato che "in tutta onestà, sai che tutti al di fuori della Russia hanno guardato centinaia e centinaia di ore di filmati che sono usciti dal paese che mostrano un diffuso targeting di infrastrutture civili, condomini, teatri, ospedali". Nella stessa intervista, Peskov ha parlato dell'uso delle armi nucleari: "[...] qualsiasi risultato dell'operazione, ovviamente, non è un motivo per l'uso di un'arma nucleare. Abbiamo un concetto di sicurezza che afferma molto chiaramente che solo quando c'è una minaccia per l'esistenza dello stato nel nostro paese, possiamo usare e useremo effettivamente armi nucleari [...] L'esistenza dello stato e l'operazione militare speciale in Ucraina non hanno nulla a che fare l'una con l'altra. [...] C'era una parte di dichiarazione di Putin che avverte diversi stati a non interferire [...] e penso che tutti capiscano cosa intendesse. [...] Nessuno sta pensando all'uso, nemmeno all'idea di usare armi nucleari".
Il 9 novembre 2024, commentando la rielezione di Donald Trump a Presidente degli Stati uniti d'America, ha dichiarato di vedere favorevolmente l'ingresso del nuovo inquilino della Casa Bianca, dato che nel suo programma aveva la conclusione del conflitto russo-ucraino con un accordo di pace e non con una vittoria militare contro il Cremlino.

## Vita privata
Nel luglio 2015, Peskov si è fidanzato con la campionessa olimpica di danza su ghiaccio Tatiana Navka, con la quale ha una figlia. Si sono sposati il 1º agosto 2015, dopo che Peskov ha portato a termine il divorzio con la sua seconda moglie, Ekaterina Solotsinskaja, sposata nel 1994. In precedenza era stato sposato con la prima moglie, Anastasia Budennaya, sposata nel 1988. In totale ha cinque figli.
Durante il matrimonio con Tatiana Navka, Peskov è stato fotografato mentre indossava un esclusivo orologio Richard Mille da 670.000 dollari, più del reddito dichiarato di Peskov per tutti i suoi anni di servizio come dipendente statale. Quando questo fatto è stato scoperto, ciò ha causato una reazione dei media e Peskov ha risposto che era stata Navka ad aver pagato l'orologio. Il "crociato anticorruzione" russo, Aleksei Navalny, ha dichiarato il 17 agosto che Peskov è stato di recente in vacanza con la sua nuova moglie al largo della Sardegna su uno yacht da 350.000 euro a settimana chiamato Maltese Falcon. Navalny ha citato i dati dei siti web di monitoraggio degli yacht e dei post sui social media come prove che confermano parzialmente le affermazioni della sua fonte, sebbene non abbia presentato alcuna prova diretta che Peskov avesse messo piede sulla nave.
Oltre alla lingua russa nativa di Peskov, parla correntemente inglese, turco ed arabo. 
Sua figlia, Elizaveta Peskova, è assistente dell'estremista di destra Aymeric Chauprade, membro francese del Parlamento europeo.
Il 12 maggio 2020, Peskov è stato ricoverato un ospedale dopo essere risultato positivo per il COVID-19. È stato dimesso il 25 maggio.

## Premi e onorificenze
Russia
Ordine d'onore (6 agosto 2007)
Ordine dell'amicizia (22 novembre 2003)
Gratitudine del Presidente della Federazione Russa, due volte (2004, 2007)
Gratitudine del Governo della Federazione Russa (2009)
Paesi stranieri
Commendatore dell'Ordine al merito della Repubblica italiana (Italia, 4 ottobre 2017)
Ordine di Manas, 3ª classe (Kirghizistan, 16 giugno 2017)
Ordine della Stella Polare (Mongolia, 2021)